# Marco Berardi
Marco Berardi (Mangone, ... – Sila, dopo il 1563) è stato un brigante ed eretico italiano originario della Calabria (soprannominato re Marcone) e capo di una banda contro il potere spagnolo ed ecclesiastico.

## Biografia
La sua figura è avvolta dalla leggenda. Nato probabilmente a Mangone, un villaggio dei casali cosentini vicino alla Sila Grande, visse nel Cinquecento. Educato dai valdesi di San Sisto  e divenuto simpatizzante delle loro idee, dopo il loro massacro avvenuto nel 1561 formò una banda di rivoltosi, creando un piccolo regno attorno a Crotone con funzionari incaricati dell'amministrazione e imponendo tributi ai possidenti.
Marcone impose anche una taglia di 2 000 ducati sul feudatario Marino Caracciolo, marchese di Bucchianico, e di 10 ducati su ogni soldato spagnolo. Dopo qualche successo militare, il viceré di Napoli, duca di Alcalà, Pedro Afán de Ribera volle occuparsi personalmente della lotta contro il "brigante" e gli inviò contro un piccolo esercito comandato dal marchese di Cerchiara, Fabrizio Pignatelli, forte di duecento cavalieri, mille fanti spagnoli e altrettanti cavalli leggieri, che lo sconfisse senza riuscire a catturarlo.
Della fine di lui e della moglie Giuditta si hanno varie versioni; secondo alcuni alla fine fu catturato, torturato e ucciso.